# 狄云
狄雲，金庸武侠小说《连城诀》中的男主角，性格单纯直率，因他单纯的性格，师妹戚芳称他作「空心菜」。在经历了諸多事件後，变得稳重、心思缜密。為金庸小說中武功絕頂的高手之一。

## 故事
父母不詳，從小跟隨師父戚長發長大，與師父的女兒戚芳青梅竹馬。
經師伯萬震山邀請與師父、師妹一同去荊州給萬震山拜壽。因不聽阻勸與萬震山仇人呂通交手，並得到裝扮為乞丐的言達平幫助戰勝呂通，萬家八弟子因面上無光記恨於他。又因戚芳與他行為親密，遭此八人嫉妒，並在當夜遭群毆。
後被化裝成乞丐的言達平授予三招劍法，於次夜報仇成功，但三招劍法被指為「連城劍法」。
在他師父「刺殺」萬震山未遂「逃跑」後，被以萬震山兒子萬圭為首的萬家弟子陷害強姦萬震山小妾桃紅，並被削斷右手五指，其後關入江陵大牢，被穿琵琶骨。
在獄中結識丁典，一直被丁典認為是知府凌退思的臥底意圖竊取「連城訣」。四年後得知師妹嫁給萬圭，對人生絕望下自殺。自殺後被丁典以「神照經」救活，並與丁典成為患難之交，從丁典學習了「神照經」並得到「烏蠶衣」，也得知江湖險惡、人心難測。
一年後與丁典越獄探望丁典的情人、凌退思之女凌霜華。丁典不幸中凌退思之計，中毒身亡。丁典死前託付狄雲希望和霜華同葬，並告知部分「連城訣」。狄雲攜丁典屍體逃至萬震山家柴房並為戚芳所救、拋至一小船。
為躲避血刀僧寶象拔去頭髮、鬍鬚，但在破廟險被寶象吃下肚。幸好寶象喝了咬過丁典帶毒屍體的老鼠湯死亡而逃。狄雲火化了丁典的屍體並換上了寶象的袈裟得到《血刀經》，卻被鈴劍雙俠誤認為是作惡多端的血刀僧。被血刀老祖所救，並認為狄雲是寶象的弟子。
為逃避中原武林人士追殺，血刀老祖劫走鈴劍雙俠的水笙，並帶同狄雲逃至藏邊雪山。在雪山中與「南四奇」（落花流水）遭遇雪崩共七人被困雪山。目睹血刀老祖戰勝「落花流水」四人，並在血刀老祖加害他時，被迫打通任督二脈，從而內功舉世無雙，踹死精疲力竭的血刀老祖。花鐵幹不欲外界知道自己誤殺劉乘風及跪求血刀老祖饒命的醜態，以及自己吃落花流水其餘三人(除了水岱)的屍體維生的事實，故欲殺害狄雲及水笙，卻被狄雲拚死抵擋，水笙逐漸信任狄雲。狄雲自打通任督二脈後功力大進，但空有內力，故拚死嚇退花鐵幹後，在雪谷修練血刀經的武功，保護水笙的安全。
救援人員在冰雪初融之時在山谷找到花鐵幹，花鐵幹稱狄雲「殺害」了陸、劉、水三人，並與水笙有染。待花鐵幹、水笙等人走後，狄雲把血刀經中刀法與內功練得融會貫通並回到湘西戚長發處欲尋找師父、並殺死萬圭報當年之仇。
狄雲發現言達平在戚長發屋中掘地欲尋連城訣，後萬震山來到與言激戰、萬圭中蠍毒。狄雲救言並得解蠍毒之藥，化裝成郎中，見戚芳關心萬圭不忍，贈予仇人解藥並留下了先前在兒時與戚芳遊戲的山洞中夾有戚芳剪紙蝴蝶的《唐詩選集》，即《連城劍譜》。
在萬家竊聽得知一切事由：陷害、入獄、萬震山做戲與將戚長發「屍體」砌入牆中等，並在萬家父子欲殺死戚芳奪取劍譜時出手相救，打敗二人並且砌入牆中，然而後卻被戚芳救出。戚芳遭萬圭所殺，死時託付狄雲照顧其女「空心菜」。葬丁典與凌霜華後在凌棺蓋背面發現「連城劍訣」，並公佈劍訣於江陵城。尾隨言達平至城外天寧寺得知「連城訣」寶藏秘密，並得知戚長發仍然在生，在殺死言達平及萬震山後，欲取狄雲性命。狄雲雖制服戚長發，但從未打算奪寶，故獨自離去，及後目睹了眾人爭奪寶物，以為財寶中有毒，以致眾人發瘋。狄雲最終帶著戚芳之女「空心菜」回到了藏邊的雪谷，與在那裡等待他的水笙再次相會。

## 原型
根据《连城诀》后记，狄云的故事背景借用了金庸以前的一位叫和生的家仆，并在和生的真实事迹中发展虛構而成。